# Dewey Decimal Classification
Dewey Decimal Classification, DDC, er et decimalklassifikationssystem konstrueret i 1876 af den amerikanske bibliotekar Melvil Dewey og siden revideret adskillige gange.
Dewey-systemets hovedkategorier er:
- 000 Computers, information and general reference
- 100 Philosophy and psychology
- 200 Religion
- 300 Social sciences
- 400 Language
- 500 Science and mathematics
- 600 Technology
- 700 Arts and recreation
- 800 Literature
- 900 History and geography

DDC har været en væsentlig inspiration for andre decimalklassifikationssystemer som DK5 og UDK (Universelle decimalklassifikation). Den danske bibliotekspioner Andreas Schack Steenberg mødte Melvil Dewey på en rejse til USA i 1902, og det skabte grundlaget for den danske decimalklassedeling.